# Truplaya cornesi
Truplaya cornesi är en tvåvingeart som beskrevs av Loïc Matile 1978. Truplaya cornesi ingår i släktet Truplaya och familjen platthornsmyggor.
Artens utbredningsområde är Nigeria. Inga underarter finns listade i Catalogue of Life.